# Carenat (aviació)
El  carenat  és una coberta estructural de les aeronaus la principal funció de la qual és reduir la resistència que ofereix el desplaçament a través de l'aire, i està ubicada a zones de l'aeronau on potencialment es pugui produir major resistència que en altres.
Aquestes estructures es presenten generalment com cobertes lleugeres que a més de reduir la resistència a l'avanç, també proveeixen protecció a aquells components que cobreixen.

## Història
Un dels primers usos pràctics d'aquest concepte, es va donar amb la implementació dels motors radials, ja que en els primers aparells propulsats per aquest sistema que es basa en la refrigeració per aire dels seus components, generalment es deixaven els cilindres al descobert amb la finalitat d'augmentar l'efecte de refredament que proveeix l'aire d'impacte. No obstant això es va descobrir que disposar el motor d'aquesta manera augmentava la resistència a l'avanç i més exposava de vegades altres parts fonamentals com el sistema elèctric que és essencial en el funcionament dels motors de combustió interna.
A partir de la dècada dels 30, gairebé tots els motors d'hèlix van ser protegits per carenes fins als nostres dies. Això vol dir que el carenat és fonamental per a tot tipus d'aeronau que fa a la disposició, protecció i allotjament del motor respecte a la resta de l'aparell i de l'entorn.
Un altre cas en què s'empra el carenat a un component específic d'un avió es troba en la protecció del tren d'aterratge quan es troba fix a l'estructura, és a dir, no és retràctil. Sovint els avions petits que disposen de tren fix, tenen una carena (en aquest cas wheelpants) en cadascuna de les seves rodes principals per tal de disminuir la resistència a l'aire.

## Tipus
En els avions, els carenats, es troben normalment en:
- Coberta del motor: per reduir la fricció de l'aire en reduir la superfície de contacte, i en ser aquesta llisa, i amb forma de con al morro, prevé el flux de separació
- Con de cua de l'avió, per reduir la fricció de la forma del buc i per recuperar la pressió després d'ella, a més de no afegir fricció de l'aire
- Rodes a aeronaus amb el tren d'aterratge fix - de vegades, anomenats "wheel pants"
- Arrel de l'ala: per reduir la fricció de l'aire tant sobre l'ala com sota d'ella. Consisteix a reduir la superfície de contacte amb un petit vora arrodonit. Redueix les diferències de pressió: alta pressió a la vora principal i de fugida, baixa pressió en la part alta de l'ala i al voltant del fuselatge
- Extrems de l'ala: el qual, pot tenir una forma complexa per reduir la fricció, especialment, a baixes velocitats
- Extrems dels alerons i del timó, per reduir les turbulències en els extrems
- Estabilitzadors horitzontals
- Unions entre les ales i el fuselatge
- Unions en els trens d'aterratges fixos.

### Carenats d'alerons de pista
La majoria d'avions de reacció de passatgers, tenen una velocitat de creuer que oscil·la entre Mach 0,8 i 0,85. Per a les aeronaus que operen en règim transsònic (entre Mach 0.8-1.2), l'ona de xoc es pot reduir al mínim tenint en compte la secció transversal de l'àrea, que canvia al llarg de l'aeronau. En els avions subsònics, com ara els avions de passatgers, això es pot aconseguir amb l'addicció d'unes beines llises a les vores de fuga posteriors de les ales, coneguts com a flaps.